# Краков Нова-Хута-Север
Краков Нова-Хута-Север (пол. Kraków Nowa Huta Północ) — остановочный пункт в городе Краков, в Малопольском воеводстве Польши. Имеет 2 платформы и 2 пути.
Остановочный пункт построен в 1955 году на железнодорожной линии Краков-Мыдльники — Подленже. С 1999 года здесь не останавливаются пассажирские поезда, кроме служебных.